# Prawo Bragga

Prawo Bragga (także prawo Wulfa-Braggów, wzór Bragga, warunek Bragga) – zależność wiążąca strukturę kryształu z długością fali promieniowania padającego na kryształ i kątem, pod którym obserwowane jest maksimum interferencyjne.
Prawo to dotyczy tzw. dyfrakcji Bragga. Kiedy promieniowanie rentgenowskie pada na kryształ, na każdym jego atomie zachodzi dyfrakcja tego promieniowania. Warunek Bragga zakłada ugięcie na płaszczyznach, na których są ułożone atomy kryształu. Przy znanych odległości międzypłaszczyznowej i długości fali, prawo Bragga określa kąt pod jakim na kryształ musi padać fala, aby nastąpiła interferencja konstruktywna (wzmocnienie). Oznacza to, że dla promieni rentgenowskich padających na kryształ maksima promieniowania ugiętego występują tylko dla pewnych kątów padania.
Ostateczną postać tego prawa podali William Henry Bragg i jego syn William Lawrence Bragg w 1913 roku:
{\displaystyle n\lambda =2d\sin \theta ,}
gdzie:
{\displaystyle n} – rząd ugięcia, liczba całkowita, ale nie dość duża, ze względu na to, że {\displaystyle \sin \theta <1;}
{\displaystyle \lambda } – długość fali promieniowania, taka że: {\displaystyle \lambda \leqslant 2d;}
{\displaystyle d} – odległość międzypłaszczyznowa – odległość między płaszczyznami, na których zachodzi rozproszenie;
{\displaystyle \theta } – kąt odbłysku – kąt padania definiowany jako kąt między wiązką promieni pierwotnych a płaszczyzną kryształu (inaczej niż w optyce).
Kryształ składa się z wielu równoległych płaszczyzn, na których są ułożone atomy – w identyczny sposób na każdej z płaszczyzn, i każda para sąsiadujących płaszczyzn jest oddalona od siebie o stałą odległość. Rozpatrywana wiązka pada na kryształ, ugina się na każdej z płaszczyzn, w wyniku pojawia się wiele wiązek rozproszonych (jest ich tyle ile płaszczyzn), ale wszystkie one są rozproszone w tym samym kierunku, i następuje ich interferencja. Ugięcie wiązki padającej następuje na każdym z atomów, ale ponieważ te są ułożone periodycznie w płaszczyznach – rozpatruje się ugięcie na płaszczyznach. Fala ugięta na pojedynczym atomie jest kulista, ale dla atomów leżących na danej płaszczyźnie czoła tych fal kulistych tworzą czoło fali płaskiej i w ten sposób wiązkę rozproszoną – ugiętą na całej danej płaszczyźnie. Rozważmy część wiązki padającej padającą na daną płaszczyznę i ugiętą na tej płaszczyźnie, oraz część wiązki padającej padającą na inną płaszczyznę i ugiętą na tej innej płaszczyźnie. Jeżeli różnica dróg optycznych dla takich par wiązek padającej i odbitej (równa w tym przypadku różnicy dróg geometrycznych) będzie równa całkowitej wielokrotności długości fali, to w wyniku interferencji nastąpi wzmocnienie wiązki ugiętej – i ten właśnie przypadek opisuje warunek Bragga. Ze względu na to, że kąt pod którym następuje wzmocnienie, równa się kątowi padania promieniowania, omówione zjawisko często bywa nazywane odbiciem – jednak dyfrakcja na krysztale różni się od odbicia:
- wiązka ugięta na krysztale składa się z promieni rozproszonych na wszystkich atomach kryształu, podczas gdy w zwykłym odbiciu zachodzi to tylko dla warstwy powierzchniowej;
- dyfrakcja na krysztale zachodzi tylko dla szczególnych kątów padania określonych równaniem Bragga, podczas gdy odbicie zachodzi dla wszystkich kątów;
- natężenie wiązki ugiętej na krysztale jest dużo mniejsze od natężenia wiązki padającej, podczas gdy dobre zwierciadła odbiją blisko 100% światła nań padającego.

Wzór Bragga można wyprowadzić na podstawie rysunku. Widać z niego, że różnica między drogą promienia ugiętego na górnej płaszczyźnie i drogą promienia ugiętego na 2. płaszczyźnie wynosi {\displaystyle 2\delta .} Wyznaczając {\displaystyle \delta } z zależności trygonometrycznych, można znaleźć szukany wzór.

## Zastosowanie
Wzór Bragga jest fundamentalnym równaniem stosowanym w rentgenografii strukturalnej i rozmaitych wariantach dyfraktometrii, umożliwiających ustalenie struktury analizowanych substancji na podstawie analizy ich obrazów dyfrakcyjnych.
Stosuje się go również w spektroskopii promieniowania rentgenowskiego. W skład spektroskopu wchodzi kryształ o znanej budowie (odległościach międzypłaszczyznowych). Rejestrując kąt, pod jakim obserwuje się wzmocnienie promieniowania, można z wzoru Bragga obliczyć długość fali.